# Fernando Negrão
Fernando Mimoso Negrão (ur. 29 listopada 1955) – portugalski prawnik i polityk, sędzia i adwokat, parlamentarzysta, od 2004 do 2005 minister zabezpieczenia społecznego, rodziny i dzieci, w 2015 minister sprawiedliwości.

## Życiorys
Urodził się na terytorium Portugalskiej Afryki Zachodniej. Służył w Portugalskich Siłach Powietrznych. Ukończył studia prawnicze na Uniwersytecie Lizbońskim, kształcił się następnie w Centro de Estudos Judiciários, centrum szkolącym kadry sędziowskie. Orzekał jako sędzia w różnych sądach na terenie Portugalii, zasiadał w Wysokiej Radzie Sądownictwa (Conselho Superior da Magistratura). Pełnił funkcję dyrektora generalnego policji sądowej. Brał udział w powołaniu Europolu, został członkiem rady Europejskiego Centrum Monitorowania Narkotyków i Narkomanii. Zajął się następnie prowadzeniem praktyki w zawodzie adwokata.
Zaangażował się w działalność polityczną w ramach Partii Socjaldemokratycznej. W 2002 po raz pierwszy z jej ramienia uzyskał mandat posła do Zgromadzenia Republiki. Z powodzeniem ubiegał się o reelekcję w wyborach w 2005, 2009, 2011, 2015, 2019 i 2022.
Od lipca 2004 do marca 2005 sprawował urząd ministra zabezpieczenia społecznego, rodziny i dzieci w gabinecie Pedra Santany Lopesa. Od października do listopada 2015 pełnił funkcję ministra sprawiedliwości w rządzie, którym kierował Pedro Passos Coelho. W 2021 ubiegał się bezskutecznie o urząd burmistrza miasta Setúbal, został natomiast członkiem władz wykonawczych tej miejscowości.